# Chantrigné
Chantrigné település Franciaországban, Mayenne megyében. Lakosainak száma 599 fő (2022. január 1.). Chantrigné Ambrières-les-Vallées, Le Horps, Lassay-les-Châteaux, Montreuil-Poulay és Saint-Loup-du-Gast községekkel határos.

## Népesség
A település népességének változása:
| Lakosok száma | 731  | 606  | 594  | 609  | 608  | 602  | 618  | 606  | 600  | 599  |
|               | 1968 | 1982 | 1990 | 2006 | 2013 | 2015 | 2017 | 2019 | 2020 | 2022 |